# Diaphorus jacobai
Diaphorus jacobai är en tvåvingeart som beskrevs av Octave Parent 1922. Diaphorus jacobai ingår i släktet Diaphorus och familjen styltflugor. Inga underarter finns listade i Catalogue of Life.